# Meritxell Batet i Lamaña
Meritxell Batet i Lamaña   (Barcelona, 19 de març de 1973) és una advocada i política catalana, diputada pel PSC a les Corts Generals en les VIII, IX, X i XI Legislatures. Entre el 7 de juny de 2018 i el 21 de maig de 2019 fou la ministra de Política Territorial i Funció Pública del Govern d'Espanya i presidenta del Congrés dels Diputats del 21 de maig de 2019 al 17 d'agost de 2023.

## Biografia

### Trajectòria acadèmica
Va estudiar a les Escoles Gravi de Barcelona i accedí a la universitat amb el suport de beques. En 1995 es va llicenciar en Dret a la Universitat Pompeu Fabra on va realitzar també cursos de doctorat amb la presentació de la tesina "Participació, deliberació i transparència en les institucions i òrgans de la Unió Europea". En 1998 realitzà el postgrau en dret immobiliari i urbanístic a l'IDEC. En 2013 presentà el projecte de tesi doctoral que porta per títol "El principi de subsidiarietat a Espanya".
De 1995 a 1998 va ser professora de Dret Administratiu a la Universitat Pompeu Fabra i actualment és professora de Dret Constitucional.
En 2007 va obtenir una beca German Marshall per realitzar una estada als Estats Units.

### Trajectòria política
El 1996 el director de la seva tesi, Josep Mir, li va comentar que Narcís Serra buscava algú independent en la primera secretaria del PSC i allà va fer els primers passos en el Partit dels Socialistes de Catalunya.
De 2001 a 2004 va dirigir la Fundació Carles Pi i Sunyer d'Estudis Autonòmics i Locals. El 2004 va formar part com a independent en la llista per Barcelona del PSC (lloc 9 de la llista) al Congrés dels Diputats encapçalada per José Montilla per Barcelona i va accedir a l'escó de diputada.
El 2008 es va afiliar al PSC on milita en l'agrupació de Gràcia de la Federació de Barcelona.
El 2008 (lloc 11 de la llista), 2011 (lloc 8) i 2015 ha renovat l'escó al Congrés de Diputats en aquest darrer cas com a número dos de la llista per Madrid, tot sent militant del PSC, fent tàndem amb el Secretari General del PSOE Pedro Sánchez.
El juliol de 2014 va ser nomenada Secretària d'Estudis i Programes en la Comissió Executiva Federal del PSOE assumint el seu primer càrrec orgànic.
A més de coordinar el programa electoral per a les generals de 2015 Sánchez li va encarregar la coordinació de l'equip d'experts que perfila la seva proposta de reforma de la Constitució.
El febrer de 2016 formà part de l'equip negociador amb altres forces polítiques en l'intent de configurar una aliança de govern alternativa al PP.
L'abril de 2016 va acceptar encapçalar la llista del PSC per Barcelona en les eleccions generals convocades per al mes de juny, després de la renúncia de Carme Chacón a tornar a ser candidata.
El maig de 2016 es va confirmar que Batet seria candidata sense primàries després de la renúncia de Carles Martí a plantejar una candidatura alternativa.
El 7 de juny de 2018 fou nomenada ministra de Política Territorial i Funció Pública del Govern d'Espanya.
El 21 de maig de 2019 va ser escollida presidenta del Congrés dels Diputats, càrrec que va exercir fins al 17 d'agost del 2023, després de la constitució de les Corts Generals sorgides de les eleccions generals espanyoles de 2023. La seva presidència va ser l'última en què un president del Congrés dels Diputats va actuar com a col·laborador necessari per impedir la utilització del català, el gallec i l'euskera a la cambra.
El setembre de 2023 va anunciar que deixava la primera línia política.

### Internacional
Com a membre de la delegació parlamentària del Consell d'Europa ha participat com observadora internacional en processos electorals a Sèrbia (dues vegades), Ucraïna (en quatre ocasions), Moldàvia, Armènia i Geòrgia.

## Vida personal
En 2005 es va casar amb el llavors diputat per Cantàbria del Partit Popular, José María Lassalle. Tenen dues filles bessones. Es van separar el maig de 2016. Ha estudiat dansa clàssica i contemporània, una de les seves passions, segons ha explicat en alguna de les seves entrevistes més personals.

## Premis
El 2021 va rebre la Gran Creu del Reial i Distingit Orde Espanyol de Carles III.